# ピーター・ケンバー
ピーター・ケンバー（Peter Kember、1965年11月19日 - ）は、イギリス出身のミュージシャン。スペースメン3結成時のメンバーであり、ソニック・ブーム (Sonic Boom) の名で知られる。

## 来歴
1985年、ケンバーとジェイソン・ピアース（2人はウォリックシャー・ラグビーにて同じ日に生まれた）は、スペースメン3を結成した。ソニック・ブームとしての初のソロ・アルバム『Spectrum』が制作されたのは1989年のことで、このアルバムに他のメンバーは関与しなかった。1991年までにピアースとの関係は完全に壊れ、ピアースはケンバー以外のメンバーを引き連れスピリチュアライズドを結成した。
ケンバーは新たに集めたミュージシャン達と、グループとしてのスペクトラム、そしてE.A.R.（エクスペリメンタル・オーディオ・リサーチ、以下E.A.R）という2つのプロジェクトを並行して進めていく。

### スペクトラム

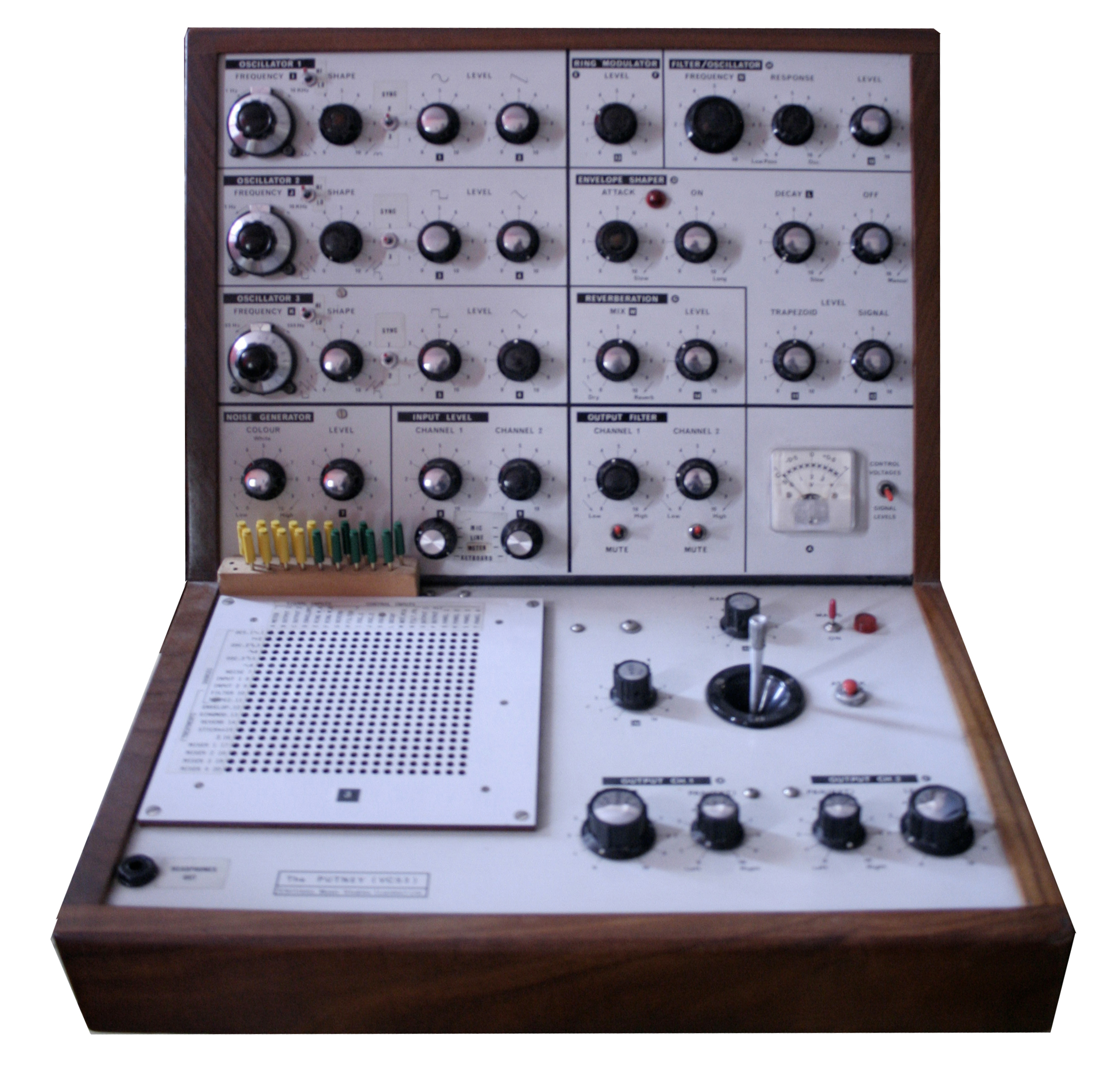
EMS VCS 3

初期スペクトラムのリリースはスペースメン3後期のサウンドをそのままに、従来通りのバンドスタイルを踏襲していた。ファーストシングル「ハウ・ユー・サティスファイ・ミー How You Satisfy Me」は、チップ・テイラー作のヒット曲 「I Can't Let Go」（イヴィー・サンズ）を1960年代ガレージバンドのスタイルで再構築したものであった。1992年の『ソウル・キス（グライド・ディバイン） Soul Kiss (Glide Divine)』はよりドローン、実験的な楽曲が繰り返され、1994年の『Highs, Lows and Heavenly Blows』では、よりメロディを重視したものへ変化した。このほか、時折ケンバーはスペクトラムの名を使い、ジェサミンやシルヴァー・アップルズとも共演した。
1996年からのスペクトラムは、ケンバーにスペースメン3のオリジナルメンバーであるピート・ベイン、レコーディングエンジニアのアルフ・ハーディという顔ぶれになった。ベインとハーディの二人と作る楽曲は、しばしE.A.R.と同種のもので、EMS製のヴィンテージ・アナログ・シンセサイザー（EMS Synthi AKS、VCS3など）が多用された。彼らと制作した1997年の『フォーエヴァー・エイリアン Forever Alien』以降、スペクトラムとしての新作は2008年のジム・ディッキンソンとの合作『Indian Giver』まで途絶えた。

### E.A.R.
E.A.R.のファーストアルバム『Mesmerised』がリリースされたのは1994年。このアルバムはケンバーのみで制作されたが、以降E.A.Rでは様々なコラボレーターとともに実験的な「サウンドスケープ」を表現していく。ファーストアルバムと同時期に録音された1996年のセカンドアルバム『Beyond the Pale』では、マイ・ブラッディ・ヴァレンタインのケヴィン・シールズにケヴィン・マーティン、AMMのエディー・プレヴォーが参加、1997年にはドイツのミュージシャン、トーマス・コーナーによってリミックスアルバム『The Koner Experiment』がリリースされた。
再びケンバー単独での制作となった『Data Rape』（1998年）では、サーキットベンディングのテクニックが導入された。この手法はEP『Vibrations』（2000年）、『Continuum』（2001年）にも引き続き用いられている。また後者2作は2001年に死去したデリア・ダービーシャーとともに制作された作品である。彼女は1960年代に活躍した電子音楽、実験音楽の先駆けとも言える人物で、ケンバー自身も大きな影響を受けたことを公言している。スペクトラムの『フォーエヴァー・エイリアン』には彼女の名をそのまま拝借した「Delia Derbyshire」が収録されているほか、ソニック・ブームのウェブサイトには "Electronic music legend" との紹介文とともに彼女のウェブサイトへのリンクが置かれている。
その後の活動は散発的なもので、2005年のアルバム『Worn to a Shadow』を最後にE.A.Rとしてのリリースは途絶えている。

## パッケージとフォーマット
スペクトラムとE.A.Rのリリースの中には、趣向を凝らした特殊形態のものや限定盤等が数多く存在する。
- ソニック・ブーム名義でリリースされた『Spectrum』のLP盤では、回転するオプ・アートがスリーブに用いられた。初回生産分2000枚の購入者には、郵送による申し込みでカラービニールの10インチEPが配布された[9]。
- スペクトラムのグループとしての最初のリリースとなった『ソウル・キス（グライド・ディバイン）』のオリジナル版スリーブ素材には、ポリ塩化ビニルが使用された。スリーブポケットの中には青色、緑色の液体が注入されている[10][11]。
- E.A.R.のリリースした最初のシングル「Pocket Symphony」は、5インチビニールという形態で、アンソニー・オースガングがカバーアートを手掛けた[12]。
- E.A.R.の「Falling / Tail Chaser」は8インチでリリースされた。盤はピクチャー・ディスク仕様で、B面の最後には延々と音がループされるという仕組みになっている[13]。
- E.A.R.の「Telstar」は、サーストン・ムーア、ドン・フレミングの「Sputnik」とのスプリットシングルとして、7インチでリリースされた[14]。
- E.A.R.の7インチシングル「Data Rape (Part 9)」は片面のみの録音で、反対面にはサヴェージ・ペンシルのデッサンが描かれている[15]。

## ディスコグラフィ
| - Spectrum （1990年） - What Came Before After（1994年、初期トラックの編集盤） - ソウル・キス（グライド・ディバイン）Soul Kiss (Glide Divine) （1992年） - Highs, Lows and Heavenly Blows (1994) - フォーエヴァー・エイリアン Forever Alien （1997年） - Live Chronicles Vol. 1 （2001年） - Live Chronicles Vol. 2 （2001年） - リフラクションズ Refractions: Thru the Rhythms of Time 1989-1997 （2004年） - Spectrum meets Cpt. Memphis - Indian Giver （2008年） | - Mesmerised （1994年） - Beyond the Pale （1996年） - Phenomena 256 （1996年） - The Ko"ner Experiment （1997年） - Millennium Music （1998年） - Data Rape （1998年） - Living Sound [E.A.R. & Jessamine] （1999年） - Pestrepeller （1999年、1900枚限定生産） - Vibrations （2000年） - Continuum （2001年） - Worn to a Shadow （2005年） |